# Volkmar Lehmann
Volkmar Lehmann (* 9. April 1943 in Chemnitz) ist ein deutscher Slawist.
Nach dem Studium der Fächer Romanistik, Slawistik, Philosophie und Politik an den Universitäten Frankfurt am Main und Marburg wurde Volkmar Lehmann 1968 Assistent an der Universität Marburg, wo er 1971 promovierte. 1977 wurde er Wissenschaftlicher Rat und Professor am Zentralen Fremdspracheninstitut der Universität Hamburg. Von 1991 bis 2008 war er Professor für Slawische Sprachwissenschaft am Slawischen Seminar der Universität Hamburg. Er ist ein Gründungsmitglied des slawistischen Konstanzer Kreises.
Lehmann ist vor allem als Aspektologe hervorgetreten, hat aber auch breiter zur Grammatik des russischen und polnischen Verbs gearbeitet. Er ist ein führender Vertreter der funktionsorientierten Sprachbetrachtung in der Slawistik.

## Schriften
- Linguistik des Russischen: Grundlagen der formal-funktionalen Beschreibung. Kubon & Sagner, München 2013, ISBN 3-866-88355-2.